# Euxoa vertesta
Euxoa vertesta är en fjärilsart som beskrevs av Smith 1910. Euxoa vertesta ingår i släktet Euxoa och familjen nattflyn. Inga underarter finns listade i Catalogue of Life.